# Raión de Kardýmovo
El raión de Kardýmovo (ruso: Карды́мовский райо́н) es un distrito administrativo y municipal (raión) ruso perteneciente a la óblast de Smolensk. Se ubica en el centro de la óblast. Su capital es Kardýmovo.
En 2021, el raión tenía una población de 12 148 habitantes.
El raión se extiende por las zonas rurales ubicadas al este de la capital provincial Smolensk.

## Subdivisiones
Comprende el asentamiento de tipo urbano de Kardýmovo (la capital) y los asentamientos rurales de Kámenka, Tiushino y Shokino. Estas cuatro entidades locales suman un total de 160 localidades.